# لاري هاند
لاري هاند (بالإنجليزية: Larry Hand)‏ هو لاعب كرة قدم أمريكية أمريكي، ولد في 10 يوليو 1940 في باترسون في الولايات المتحدة.

## وصلات خارجية
- لاري هاند على موقع مرجع كرة القدم المحترفة.كوم (الإنجليزية)